# 31
| 31                 |
| ------------------ |
| Dødsfald - Fødsler |
|                    |

| Gregoriansk kalender | 31 XXXI                 |
| Ab urbe condita      | 784                     |
| Armensk kalender     | I/T                     |
| Kinesiske kalender   | 2727 – 2728 庚寅 – 辛卯 |
| Etiopisk kalender    | 23 – 24                 |
| Jødisk kalender      | 3791 – 3792             |
| Hindukalendere       |                         |
| - Vikram Samvat      | 86 – 87                 |
| - Shaka Samvat       | N/A                     |
| - Kali Yuga          | 3132 – 3133             |
| Iransk kalender      | 591 BP – 590 BP         |
| Islamisk kalender    | 609 BH – 608 BH         |

Se også 31 (tal)

## Begivenheder
Sejanus, som er konsul sammen med kejser Tiberius og har kommandoren over kejserens livvagt, pønser på at tage magten i Rom, men lokkes til Senatet, hvor han arresteres og kort efter henrettes.